# Série Retratos: Fat Family
Série Retratos é um álbum do grupo musical Fat Family, lançado em 2004.

## Faixas
| N.º            | Título                  | Compositor(es)                                              | Duração |  |
| 1.             | "Jeito Sexy"            | Kingsley Gardner / Milton Guedes / Diana King / Andy Marvel | 4:12    |  |
| 2.             | "Gulosa"                |                                                             | 3:50    |  |
| 3.             | "Jamais"                | Keith Andes / Kenneth "Babyface" Edmonds / Milton Guedes    | 4:41    |  |
| 4.             | "Amei Você"             | Ronaldo Barcellos / Robson Jorge                            | 4:03    |  |
| 5.             | "Tua Voz"               | Alexandre Lucas / Renan Penedo / Marcos Sabino              | 4:54    |  |
| 6.             | "Amor Fora da Lei"      | Altay Veloso                                                | 4:34    |  |
| 7.             | "Pra Onde For, Me Leve" | Dina Carroll / Milton Guedes / Andy Marvel                  | 4:31    |  |
| 8.             | "Fim de Tarde"          | Robson Jorge / Maura Motta                                  | 4:05    |  |
| 9.             | "Pé Na Tábua"           | Stevie Wonder                                               | 3:32    |  |
| 10.            | "Sem Parar"             | Thais Nascimento                                            | 4:32    |  |
| 11.            | "Eu Vou Pra Night"      | Alicia Bridges                                              | 4:12    |  |
| 12.            | "Se Você Soubesse"      | Milton Guedes                                               | 4:20    |  |
| 13.            | "Minha Timidez"         | Torcuato Mariano                                            | 5:03    |  |
| 14.            | "Oh, Happy Day"         | Edwin Hawkins                                               | 5:16    |  |
| Duração total: | Duração total:          | Duração total:                                              | 54:01   |  |